# Jean-Ludovic de Saluces
Jean-Ludovic de Saluces (en italien : Giovanni Ludovico del Vasto ou Giovanni Ludovico di Saluzzo), né à Saluces le 21 octobre 1496 et mort vers 1563), est un marquis de Saluces (1528-1529). 

## Biographie
Jean-Ludovic ou Jean-Louis est le second des fils de Ludovic II de Saluces et de son épouse Marguerite de Foix-Candale, il est élevé comme ses frères à la cour de France, et succède régulièrement à son frère Michel-Antoine de Saluces le 18 octobre 1528.
Dès l'année suivante, à la suite d'intrigues de son cadet François de Saluces, il est emprisonné et déchu du marquisat de Saluces en faveur de ce dernier en juin 1529. Seul survivant de sa lignée à la mort de son frère cadet Gabriel en 1548, il renonce finalement à tous ses droits sur le marquisat en faveur du roi Charles IX de France et reçoit le titre de comte de Beaufort.  
Jean-Ludovic ne contracte pas d'union légitime, mais d'une de ses maîtresses, il laisse un fils naturel :
- Auguste César (mort en 1586) naturalisé français et qui a pour fille Catherine Charlotte de Saluces qui épouse en 1586 Jean de Lur.